# Evangelische Kirche (Kammerbach)

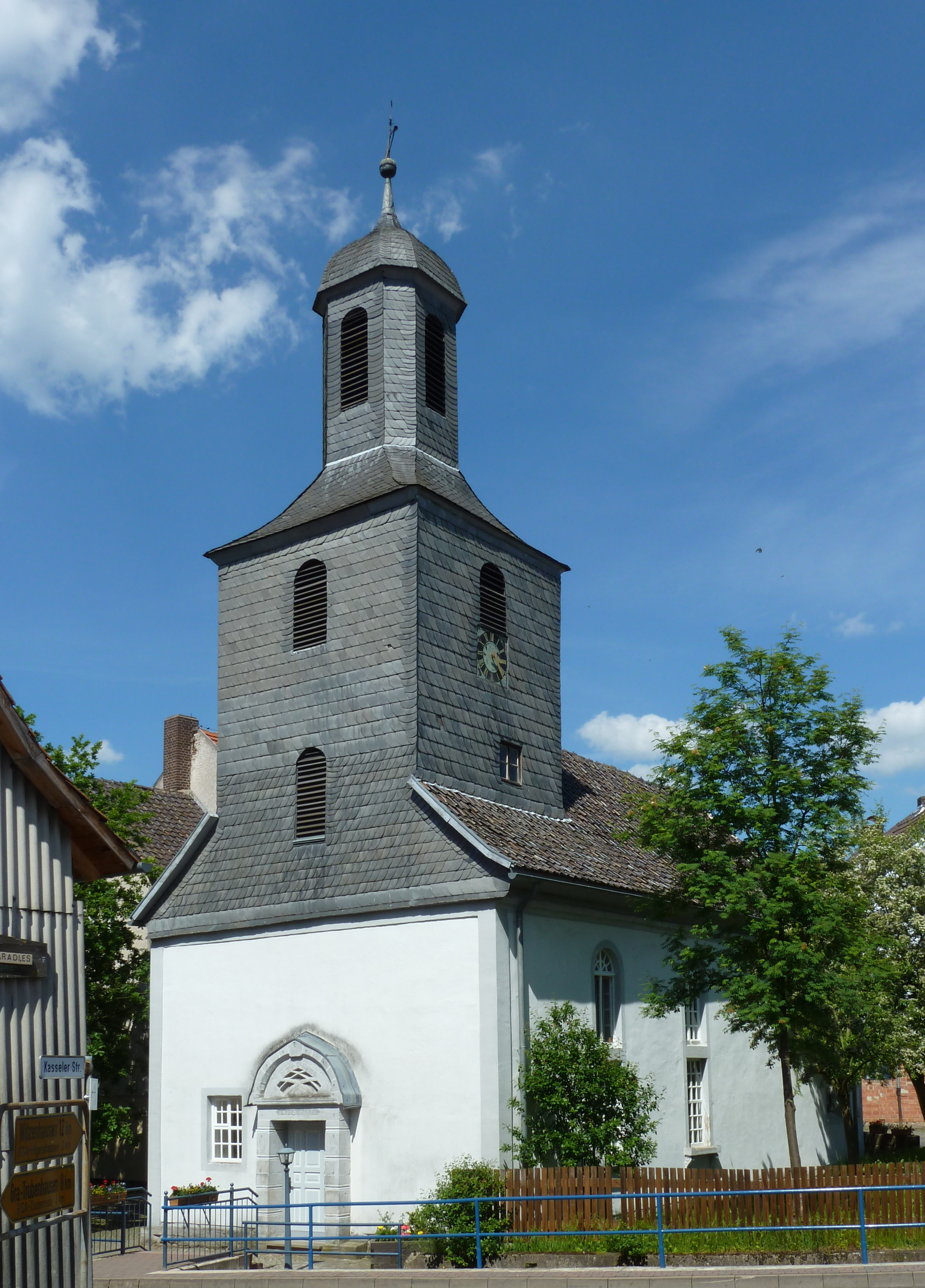
Evangelische Kirche in Kammerbach

Die evangelische Kirche Kammerbach ist ein denkmalgeschütztes Kirchengebäude in Kammerbach, einem Stadtteil der Stadt Bad Sooden-Allendorf im Werra-Meißner-Kreis in Hessen. Die Kirche gehört zur Kirchengemeinde Dudenrode-Orferode im Kirchenkreis Werra-Meißner im Sprengel Kassel der Evangelischen Kirche von Kurhessen-Waldeck.

## Beschreibung
Die Ursprünge der Kirche liegen im Dunkeln. Ein Vorgängerbau, eine mittelalterliche Kapelle, die später erweitert wurde, muss auf Grund eines alten Mauerteils bereits um das Jahr 1300 erbaut worden sein. Die spätgotische Saalkirche wurde 1513 erbaut, diese Jahreszahl 1513 ist in römischen Ziffern am Portal angebracht. 1827 wurde das Kirchenschiff nach Westen verlängert und mit einem Chor mit dreiseitigen Abschluss versehen. Teile des alten Portals von 1513 wurden im neuen wieder eingebaut. Außerdem erhielt das Satteldach einen schiefergedeckten Dachturm mit einer Laterne, der den Glockenstuhl mit einer 1477 gegossenen Kirchenglocke und die Turmuhr beherbergt. 
1839 wurde das Gewölbe im Innenraum ausgebaut, um Platz für zwei Emporen zu schaffen, von denen es heute nur noch eine gibt. Das Taufbecken und die Kanzel stammten noch aus der Zeit vor der Reformation. Die Mensa von 1813 steht auf dem Stumpf einer Säule. Die übrige Kirchenausstattung stammt von 1827. Die Orgel wurde 1848 gebaut.